# Сборная России по пляжному футболу

Эмблема на форме с тремя звёздами, каждая из которых означает победу на Чемпионатах мира: 2011, 2013 и 2021 В основе эмблемы — герб России

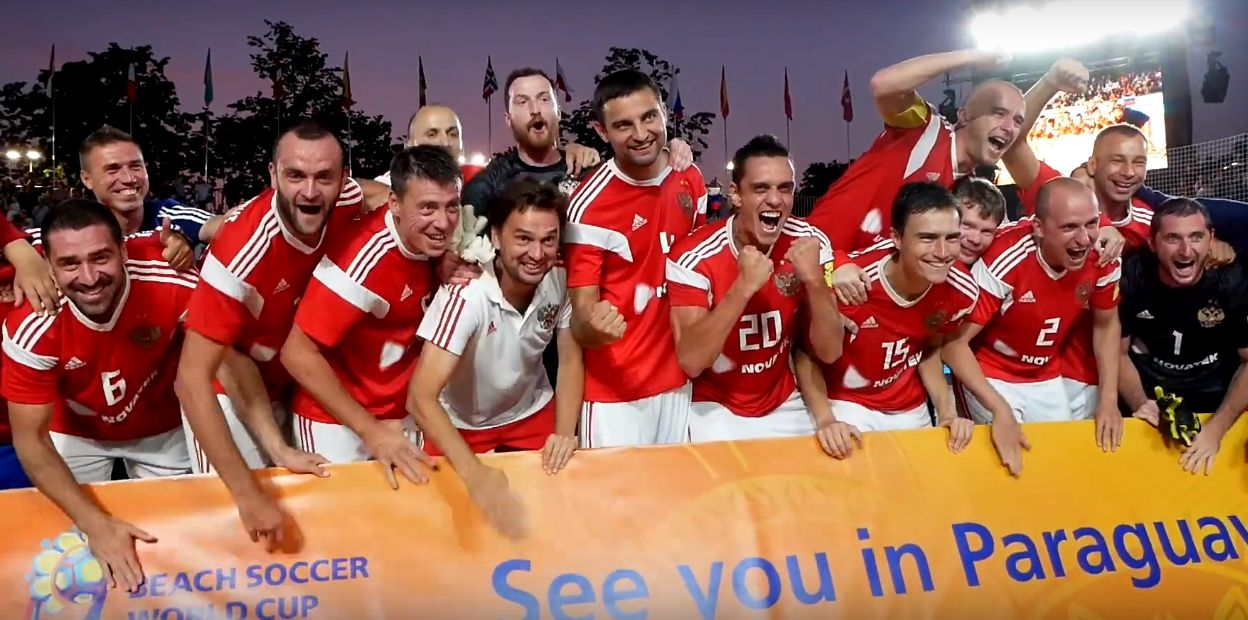
Сборная России на отборочном турнире к ЧМ-2019, Москва, июль 2019

Сборная России по пляжному футболу — национальная команда, которая представляет Россию на международных соревновательных дисциплинах по пляжному футболу. Трёхкратный чемпион мира 2011, 2013 и 2021 годов. Команду возглавляет Михаил Лихачёв.

## История
В 1996 году в неофициальном чемпионате мира участвовала сборная, не представлявшая официальные футбольные структуры. В составе были Вагиз Хидиятуллин, Николай Васильев, Ренат Атауллин, Андрей Якубик, Андрей Калайчев, вратарь Вячеслав Чанов. Сборная уступила Италии 1:5 и США 3:4 и выиграла у Аргентины 3:1.
В 2007 году сборная России в первом же своём выступлении в европейской лиге пляжного футбола (EBSL) взяла бронзу и тем самым заработала себе путёвку на чемпионат мира 2007 года. На дебютном чемпионате мира сборная России заняла 3-е место в группе и 9-е итоговое место. В 2008 году сборная России снова завоевала бронзу в европейской лиге (EBSL), а на чемпионате мира заняла 6-е место. Кроме того, на чемпионате мира сборная России также получила приз «Fair Play» за честную игру.
В 2010 году сборная России по пляжному футболу в финальном матче Кубка Европы обыграла сборную Португалии со счётом 6:4 и впервые в своей истории стала обладателем Кубка. Обыграв в четвертьфинале отборочного турнира на чемпионат мира сборную Испании со счётом 8:4, команда заработала путёвку на чемпионат мира 2011 года. Победив 11 сентября в финальном матче сборную Бразилии со счётом 12:8, впервые в своей истории стала чемпионом мира.
В феврале 2012 года во второй раз в своей истории выиграла Кубок Европы. Турнир проходил 17-18 февраля в Москве.
На чемпионате мира 2013 года, проходившем на Таити, игроки сборной России уверенно дошли до финала, в котором 29 сентября разгромили сборную Испании со счётом 5:1, став двукратными обладателями звания чемпионов мира.
В 2015 году россияне завоевали золотые медали первых в истории Европейских игр, 28 июня обыграв в финале сборную Италии 3:2. 19 июля на чемпионате мира в Португалии сборная России завоевала бронзу, в матче за третье место вновь обыграв сборную Италии 5:2. Таким образом, российские пляжники на третьем чемпионате мира подряд не остались без медалей.
В 2019 году сборная России выиграла турнир по пляжному футболу, который проходил в Санкт-Петербурге.
На чемпионате мира 2021 года, проходившем в Москве, игроки сборной России дошли до финала, в котором 29 августа обыграли сборную Японии со счётом 5:2, став трёхкратными обладателями звания чемпионов мира. В связи с санкциями МОК команда выступала под флагом РФС.

### Чемпионат мира
| 1995  | Не прошла квалификацию | Не прошла квалификацию | Не прошла квалификацию | Не прошла квалификацию | Не прошла квалификацию | Не прошла квалификацию | Не прошла квалификацию | Не прошла квалификацию | Не прошла квалификацию |
| 1996  | Групповой раунд        | 3                      | 1                      | 2                      | 7                      | 10                     | −3                     |                        |                        |
| 1997  | Не прошла квалификацию | Не прошла квалификацию | Не прошла квалификацию | Не прошла квалификацию | Не прошла квалификацию | Не прошла квалификацию | Не прошла квалификацию | Не прошла квалификацию | Не прошла квалификацию |
| 1998  | Не прошла квалификацию | Не прошла квалификацию | Не прошла квалификацию | Не прошла квалификацию | Не прошла квалификацию | Не прошла квалификацию | Не прошла квалификацию | Не прошла квалификацию | Не прошла квалификацию |
| 1999  | Не прошла квалификацию | Не прошла квалификацию | Не прошла квалификацию | Не прошла квалификацию | Не прошла квалификацию | Не прошла квалификацию | Не прошла квалификацию | Не прошла квалификацию | Не прошла квалификацию |
| 2000  | Не прошла квалификацию | Не прошла квалификацию | Не прошла квалификацию | Не прошла квалификацию | Не прошла квалификацию | Не прошла квалификацию | Не прошла квалификацию | Не прошла квалификацию | Не прошла квалификацию |
| 2001  | Не прошла квалификацию | Не прошла квалификацию | Не прошла квалификацию | Не прошла квалификацию | Не прошла квалификацию | Не прошла квалификацию | Не прошла квалификацию | Не прошла квалификацию | Не прошла квалификацию |
| 2002  | Не прошла квалификацию | Не прошла квалификацию | Не прошла квалификацию | Не прошла квалификацию | Не прошла квалификацию | Не прошла квалификацию | Не прошла квалификацию | Не прошла квалификацию | Не прошла квалификацию |
| 2003  | Не прошла квалификацию | Не прошла квалификацию | Не прошла квалификацию | Не прошла квалификацию | Не прошла квалификацию | Не прошла квалификацию | Не прошла квалификацию | Не прошла квалификацию | Не прошла квалификацию |
| 2004  | Не прошла квалификацию | Не прошла квалификацию | Не прошла квалификацию | Не прошла квалификацию | Не прошла квалификацию | Не прошла квалификацию | Не прошла квалификацию | Не прошла квалификацию | Не прошла квалификацию |
| 2005  | Не прошла квалификацию | Не прошла квалификацию | Не прошла квалификацию | Не прошла квалификацию | Не прошла квалификацию | Не прошла квалификацию | Не прошла квалификацию | Не прошла квалификацию | Не прошла квалификацию |
| 2006  | Не прошла квалификацию | Не прошла квалификацию | Не прошла квалификацию | Не прошла квалификацию | Не прошла квалификацию | Не прошла квалификацию | Не прошла квалификацию | Не прошла квалификацию | Не прошла квалификацию |
| 2007  | Групповой раунд        | 3                      | 1                      | 2                      | 9                      | 6                      | +3                     |                        |                        |
| 2008  | 1/4 финала             | 4                      | 2                      | 2                      | 16                     | 11                     | +5                     |                        |                        |
| 2009  | 1/4 финала             | 4                      | 2                      | 2                      | 13                     | 9                      | +4                     |                        |                        |
| 2011  | Чемпион                | 6                      | 6                      | 0                      | 44                     | 21                     | +23                    |                        |                        |
| 2013  | Чемпион                | 6                      | 6                      | 0                      | 29                     | 15                     | +14                    |                        |                        |
| 2015  | 3-е место              | 6                      | 4                      | 2                      | 30                     | 25                     | +5                     |                        |                        |
| 2017  | Не прошла квалификацию | Не прошла квалификацию | Не прошла квалификацию | Не прошла квалификацию | Не прошла квалификацию | Не прошла квалификацию | Не прошла квалификацию | Не прошла квалификацию | Не прошла квалификацию |
| 2019  | 3-е место              | 6                      | 4                      | 2                      | 26                     | 23                     | +3                     |                        |                        |
| 2021  | Чемпион                | 6                      | 6                      | 0                      | 30                     | 18                     | +12                    |                        |                        |
| 2024  | Дисквалифицирована     | Дисквалифицирована     | Дисквалифицирована     | Дисквалифицирована     | Дисквалифицирована     | Дисквалифицирована     | Дисквалифицирована     | Дисквалифицирована     | Дисквалифицирована     |
| 2025  | Дисквалифицирована     | Дисквалифицирована     | Дисквалифицирована     | Дисквалифицирована     | Дисквалифицирована     | Дисквалифицирована     | Дисквалифицирована     | Дисквалифицирована     | Дисквалифицирована     |
| Итого | 9/23                   | 44                     | 32                     | 12                     | 204                    | 138                    | +66                    |                        |                        |

## Состав
Заявка команды на Чемпионат мира 2021:
Примечание: Флаги указываются, так как игрок может иметь более одного гражданства по правилам ФИФА.
| №  |        | Позиция | Игрок              |
| -- | ------ | ------- | ------------------ |
| 1  | Россия | Вр      | Максим Чужков      |
| 12 | Россия | Вр      | Денис Пархоменко   |
| 13 | Россия | Вр      | Станислав Кошарный |
| 2  | Россия | Защ     | Андрей Новиков     |
| 3  | Россия | Защ     | Кирилл Романов     |
| 4  | Россия | Защ     | Алексей Макаров    |
| 5  | Россия | Защ     | Юрий Крашенинников |

| №  |        | Позиция | Игрок            |
| -- | ------ | ------- | ---------------- |
| 6  | Россия | Нап     | Дмитрий Шишин    |
| 7  | Россия | Защ     | Антон Шкарин     |
| 8  | Россия | Защ     | Остап Фёдоров    |
| 10 | Россия | Защ     | Артур Папоротный |
| 9  | Россия | Нап     | Борис Никоноров  |
| 11 | Россия | Нап     | Федор Земсков    |
| 14 | Россия | Нап     | Андрей Котенев   |

Тренер:  Михаил Лихачёв

## Достижения
Чемпионат мира
- Обладатель: 2011, 2013, 2021
- Бронзовый призёр: 2015,   2019
- Приз «Fair Play» — 2008, 2009, 2013

Евролига
- Обладатель: 2009, 2011, 2013, 2014, 2017
- Финалист: 2012, 2019
- Бронзовый призёр: 2007, 2008, 2010, 2015, 2016

Кубок Европы
- Обладатель: 2010, 2012
- Финалист: 2005
- Бронзовый призёр: 2014, 2016

Квалификация чемпионата мира по пляжному футболу (УЕФА)
- Обладатель: 2014, 2019
- Финалист: 2009, 2012
- Бронзовый призёр: 2008, 2010

Межконтинентальный кубок
- Обладатель: 2011, 2012, 2015, 2021
- Финалист: 2013, 2014, 2018
- Бронзовый призёр: 2016

Европейские игры
- Обладатель: 2015

Мундиалито по пляжному футболу
- Бронзовый призёр: 2017

Квалификация всемирных пляжных игр (УЕФА)
- Обладатель: 2019

Всемирные пляжные игры
- Финалист: 2019

БЕТСИТИ Кубок Наций
- Обладатель: 2023

 Игры стран СНГ
- Бронзовый призёр: 2023